# Le Chat
Le chat (bra O Gato) é um filme franco-italiano de 1971, do gênero drama, dirigido por Pierre Granier-Deferre, com roteiro de Pascal Jardin e do próprio diretor baseado no romance homônimo de Georges Simenon.

## Elenco
- Jean Gabin .... Julien Bouin
- Simone Signoret .... Clémence Bouin
- Annie Cordy .... Nelly
- Jacques Rispal .... médico
- Nicole Desailly .... enfermeira
- Harry-Max .... a retratada
- André Rouyer ....
- Carlo Nell .... o agente imobiliário
- Yves Barsacq .... o arquiteto
- Florence Haguenauer .... Germaine
- Renate Birgo ....
- Ermanno Casanova .... o dono do café
- Georges Mansart ..... a criança na moto
- Isabel del Río .... jovem na moto

## Prêmios e indicações
| Prêmio                  | Categoria                   | Recipiente                  | Resultado |
| ----------------------- | --------------------------- | --------------------------- | --------- |
| Festival de Berlim 1971 | Melhor atriz                | Simone Signoret             | Venceu    |
| Festival de Berlim 1971 | Melhor ator                 | Jean Gabin                  | Venceu    |
| Festival de Berlim 1971 | Urso de Ouro (melhor filme) | Urso de Ouro (melhor filme) | Indicado  |

## Sinopse
Um velho casal de aposentados, ele ex-tipógrafo e ela ex-trapezista de circo, vivem humildemente num subúrbio de Paris. Um dia o marido recolhe um gato a quem passa a devotar toda a atenção, o que provoca brigas e traz à tona o ciúme implacável da esposa.